# Ferrarisia pamellisiae
Ferrarisia pamellisiae är en svampart som beskrevs av Thaung 1975. Ferrarisia pamellisiae ingår i släktet Ferrarisia och familjen Parmulariaceae.   Inga underarter finns listade i Catalogue of Life.